# Tepeyahualco, Guerrero
Tepeyahualco är en ort i Mexiko.   Den ligger i kommunen Tlapa de Comonfort och delstaten Guerrero, i den sydöstra delen av landet, 220 km söder om huvudstaden Mexico City. Tepeyahualco ligger 1 493 meter över havet och antalet invånare är 141.
Terrängen runt Tepeyahualco är kuperad, och sluttar österut. Runt Tepeyahualco är det ganska tätbefolkat, med 248 invånare per kvadratkilometer. Närmaste större samhälle är Tlapa de Comonfort, 10,5 km öster om Tepeyahualco. I omgivningarna runt Tepeyahualco växer huvudsakligen savannskog.